# Gesamtdeutsche Mannschaft
Als gesamtdeutsche Mannschaft nahmen Sportler aus der Bundesrepublik Deutschland und der Deutschen Demokratischen Republik (und 1956 auch aus dem Saarland) an jeweils drei Olympischen Winter- und Sommerspielen (1956 in Cortina d’Ampezzo und Melbourne, 1960 in Squaw Valley und Rom, 1964 in Innsbruck und Tokio) sowie an anderen Wettkämpfen teil.

Die Olympiaflagge der gesamtdeutschen Mannschaft von 1956

Die Olympiaflagge der gesamtdeutschen Mannschaften von 1960 und 1964 sowie beider deutschen Mannschaften 1968

## Entstehung
Das Internationale Olympische Komitee (IOC) erkannte 1951 zunächst nur das 1947 in Westdeutschland gegründete Nationale Olympische Komitee für Deutschland (NOK) als das für Deutschland zuständige NOK an. Aufgrund des Alleinvertretungsanspruchs des westdeutschen NOKs für ganz Deutschland und weil das Nationale Olympische Komitee für Ostdeutschland nicht gleichberechtigt an der Bildung einer deutschen Mannschaft beteiligt werden sollte, kündigten die Vertreter des vom IOC nicht anerkannten ostdeutschen NOKs unter der Führung von Kurt Edel 1951 die Vereinbarung über eine gemeinsame Mannschaft auf. Karl Ritter von Halt hatte die Gespräche mit den DDR-Vertretern über die Bildung einer gesamtdeutschen Mannschaft so geführt, „daß sie ergebnislos verlaufen mussten“. In Oslo 1952 und in Helsinki 1952 trat Deutschland daher nur mit einer Olympiamannschaft aus westdeutschen Sportlern an, ausgenommen die damaligen Olympiateilnehmer des Saarlands.
Erst nachdem Kurt Edel das Amt des NOK-Vorsitzenden in der DDR an den diplomatisch geschickteren Heinz Schöbel übergeben hatte, der 1955 die provisorische Aufnahme des ostdeutschen NOKs ins IOC erreichte, wurde für die Olympischen Spiele die Nominierung einer gesamtdeutschen Mannschaft vereinbart. Dieser gemeinsamen Mannschaft hatte das westdeutsche Nationale Olympische Komitee für Deutschland noch widersprochen. Avery Brundage, als Präsident des IOC, überzeugte jedoch Karl Ritter von Halt, dass man den amerikanischen Weg der Olympiaausscheidungen gehen müsse. Da die Bundesrepublik dreimal so viele Einwohner wie Ostdeutschland habe, sei gesichert, dass die Bundesrepublik auch den Chef-de-Mission als Sprecher der Mannschaft stellen werde. In der gesamtdeutschen Olympiamannschaft im Sommer 1956 waren auch Sportler aus dem Saarland, das damals noch nicht in die Bundesrepublik eingegliedert war und 1952 in Helsinki noch unter eigener Flagge antrat.
Für die Aufstellung der gesamtdeutschen Mannschaft erhielten das Nationale Olympische Komitee für Deutschland und das Nationale Olympische Komitee für Ostdeutschland zwei Jahre nach den Spielen gemeinsam die vom IOC verliehene Alberto-Bonacossa-Trophäe.

## Umsetzung
Während der Spiele von 1956 bis 1964 trat die gesamtdeutsche Mannschaft unter dem olympischen Mannschaftskürzel GER an. Dies wurde auf der modernen Internetpräsenz des IOC im Nachhinein bzw. rückwirkend anders dargestellt als EUA für Équipe unifiée d’Allemagne, ähnlich wie dies 1992 beim Vereinten Team (Équipe unifiée) EUN der ehemaligen UdSSR der Fall war, um der damaligen politischen Situation Rechnung zu tragen. Die Realität der gemeinsamen Mannschaft sah jedoch so aus, dass man sich allenfalls bei den Mahlzeiten sah, getrennt lebte, trainierte und die Athleten (Ost) strikt abgeschirmt waren.
Um die Startplätze in der gesamtdeutschen Mannschaft fanden Qualifikationskämpfe zwischen den ost- und westdeutschen Athleten statt. Diese waren stets hart umkämpft und erschwerten oder verhinderten sogar die gezielte optimale Vorbereitung der Sportler auf die Olympischen Spiele. Außerdem wurden die Olympiaqualifikationen auch durch Reisebeschränkungen erschwert. So wählte Karl Ritter von Halt 1960 als bewusste Provokation den DDR-Flüchtling Josef Nöcker als „Chef de Mission“ aus. Nach dem Mauerbau am 13. August 1961 verbot die Bundesregierung den westdeutschen Sportverbänden den bis dahin schon stark behinderten innerdeutschen Sportverkehr. Auf Drängen von Avery Brundage wurden diese Beschränkungen für die Ausscheidungskämpfe zur Olympiade 1964 zurückgenommen. Für die Olympischen Sommerspiele 1964 konnten sich erstmals mehr ostdeutsche Athleten als Athleten aus dem bevölkerungsreicheren Westdeutschland qualifizieren. Die DDR stellte deshalb 1964 mit Manfred Ewald den „Chef“ der gesamtdeutschen Mission. Wie nachteilig die innerdeutschen Ausscheidungswettkämpfe für die gesamtdeutsche Mannschaft waren, wird am Beispiel der 4-mal-100-Meter-Staffel deutlich. Obwohl die Sprinter aus der Bundesrepublik als die amtierenden Europameister von 1962 durch ihre individuellen Bestzeiten deutlich überlegen waren, reiste die in den Ausscheidungskämpfen siegreiche DDR-Staffel nach Tokio.
Das IOC gab 1965, vier Jahre nach dem Bau der Berliner Mauer, der Realität nach und trennte die gesamtdeutsche Mannschaft, so dass bei den Winter- und Sommerspielen von 1968 erstmals zwei deutsche Mannschaften starteten, allerdings unter der 1960 eingeführten deutschen Olympiaflagge (Schwarz-Rot-Gold mit weißen olympischen Ringen im roten Streifen) und mit derselben Hymne, dem Lied aus dem Finalsatz der 9. Symphonie von Beethoven, „Freude, schöner Götterfunken“.

„Ulbrichts NOK wurde 1955 nur ,provisorisch' unter der Bedingung aufgenommen, sich an einer gesamtdeutschen Mannschaft zu beteiligen. Die Zonen-Politruks stellten daraufhin ihre besten Sportler für die gesamtdeutschen Olympiamannschaften 1956, 1960 und 1964 ab. Ihr eigentliches Ziel aber blieb: eine eigene Olympiamannschaft.“

In den offiziellen französisch- und englischsprachigen Berichten von 1968 wird die Mannschaft der Bundesrepublik Deutschland als Allemagne oder Germany geführt, mit den olympischen Länderkürzeln ALL (für Allemagne, in Grenoble) und ALE (für Alemania, in Mexiko). Die Mannschaft der Deutschen Demokratischen Republik wird als Allemagne de l’Est oder East Germany bezeichnet, es kommt jeweils das Kürzel ADE zur Anwendung.

## Ehrenmedaille der DDR

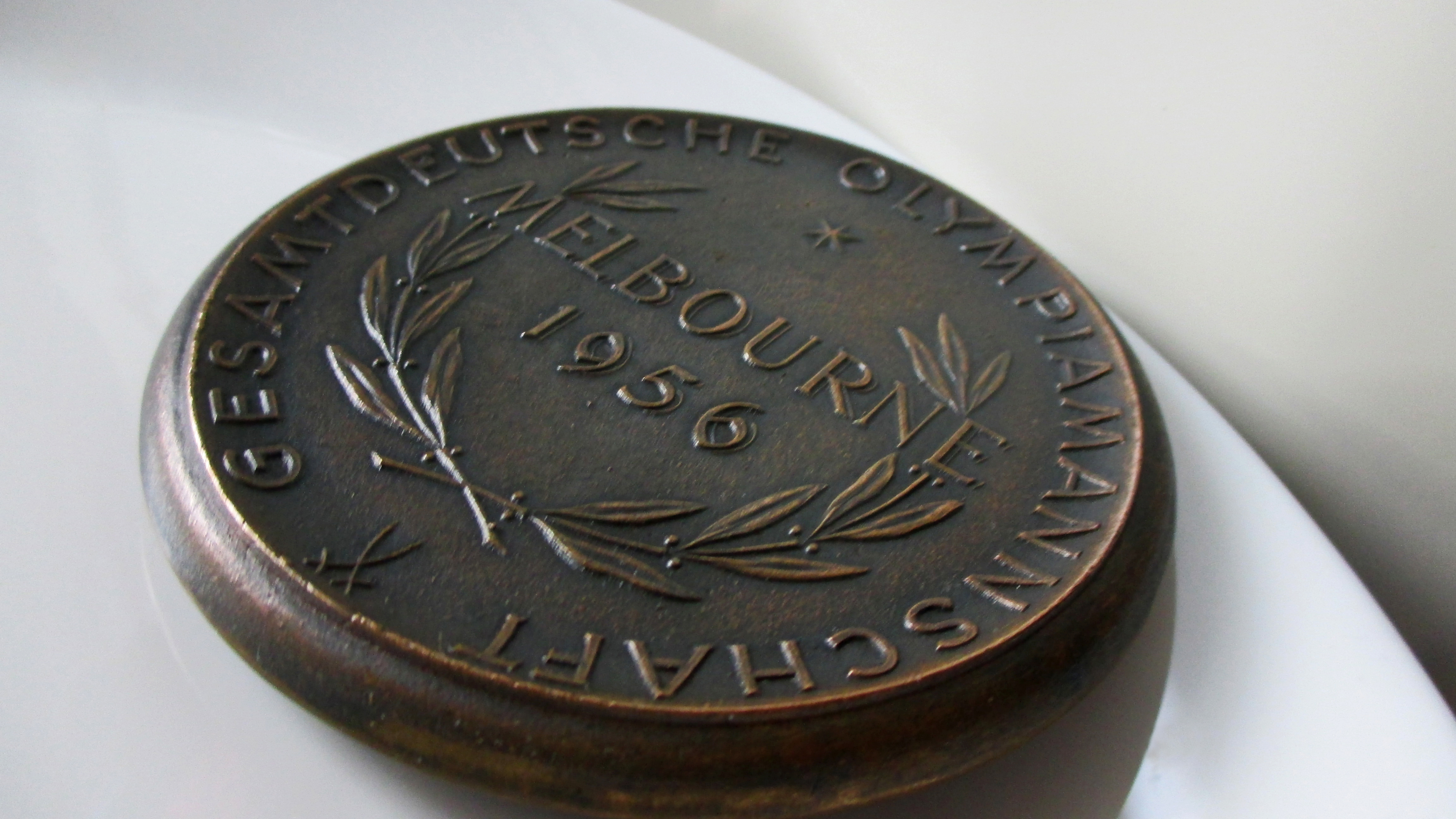
Große Bronzeguss Ehrenmedaille – Meissen – Gesamtdeutsche Olympiamannschaft – Melbourne 1956 – (Vermutlicher Prototyp)

Anlässlich der Olympischen Sommerspiele 1956 in Melbourne wurde von der staatlichen Porzellanmanufaktur Meissen eine Ehrenmedaille in 300er-Auflage erschaffen. Die Frontseite ist beschrieben mit den Worten: „Nationales Olympisches Komitee der Deutschen Demokratischen Republik.“ Die Medaillenrückseite zeigt die olympischen Ringe mit den Worten: „Citius – Altius – Fortius“. Der Prototyp dieser Ehrenmedaille wurde im Bronzeguss ausgeführt. Entgegen der späteren Porzellan-Ausführung waren auf der Frontseite die Worte: „Gesamtdeutsche Olympiamannschaft – Melbourne 1956“ – eingeprägt. Die Rückseite war identisch mit der späteren Ehrenmedaille der Meissener Porzellanmanufaktur.

## Ende der Gemeinsamkeit
Bei den Winterspielen 1968 in Grenoble waren die Bundesrepublik Deutschland und die Deutsche Demokratische Republik erstmals mit zwei getrennten Mannschaften vertreten. Die Ländercodes FRG (Federal Republic of Germany) und GDR (German Democratic Republic) wurden erst später eingeführt, werden jedoch auf der IOC-Webseite rückwirkend im Widerspruch zu den Reports angegeben.
1992 trat bei den Winterspielen in Albertville dann eine Mannschaft aus dem wiedervereinigten Deutschland zu den Wettbewerben an.
Der Begriff „gesamtdeutsche Mannschaft“ bezieht sich nur auf die gemeinsame Zeit von 1956 bis 1964.